# Nieuw-Zeeland op de Olympische Zomerspelen 1956
Nieuw-Zeeland nam deel aan de Olympische Zomerspelen 1956 in Melbourne, Australië. Voor het eerst in de geschiedenis won het meer dan één keer goud.

## Medailleoverzicht
| Sport    | Olympiër                | Discipline            | Medaille |
| -------- | ----------------------- | --------------------- | -------- |
| Atletiek | Norman Read             | 50km snelwandelen (m) | Goud     |
| Zeilen   | Jack Cropp Peter Mander | 12m² Sharpie          |          |

## Deelnemers en resultaten
(m) = mannen, (v) = vrouwen, (g) = gemengd

### Atletiek
| Olympiër        | Discipline            | Resultaat | Prestatie                                                                       |
| --------------- | --------------------- | --------- | ------------------------------------------------------------------------------- |
| Morrie Rae      | 100m (m)              | 7e        | serie 3: 1ste in 10,84 kwartfinale 1: 3de in 10,78 halve finale 2: 4de in 10,68 |
| Morrie Rae      | 200m (m)              | 11e       | serie 5: 2de in 21,57 kwartfinale 4: 2de in 22,12 halve finale 1: 6de in 21,75  |
| Murray Halberg  | 1500m (m)             | 11e       | serie 1: 4de in 3.47,2 finale: 11de in 3.45,2                                   |
| Neville Scott   | 1500m (m)             | 7e        | serie 3: 1ste in 3.48,0 finale: 7de in 3.42,8                                   |
| Albert Richards | marathon (m)          | 17e       | 2:41.32                                                                         |
| Norman Read     | 50km snelwandelen (m) | Goud      | 4:30.42,8                                                                       |
|                 |                       |           |                                                                                 |
| Margaret Stuart | 100m (v)              | 24e       | serie 6: 3de in 12,3                                                            |
| Margaret Stuart | 80m horden (v)        | 11e       | serie 2: 3de in 11,46 halve finale 2: 6de in 11,51                              |
| Beverly Weigel  | verspringen (v)       | 7e        | kwalificatie: 7de met 5,79m finale: 7de met 5,85m                               |
| Mary Donaghy    | hoogspringen (v)      | 7e        | kwalificatie: 7de met 1,78m finale: 7de met 1,67m                               |
| Valerie Sloper  | kogelstoten (v)       | 5e        | kwalificatie: 14de met 13,03m finale: 5de met 15,34m                            |

### Boksen
| Olympiër      | Discipline | Resultaat | Prestatie                              |
| ------------- | ---------- | --------- | -------------------------------------- |
| Paddy Donovan | -60kg (m)  | 17e       | 1ste ronde: V van JPN Ishimaru: punten |
| Graham Finlay | -67kg (m)  | 9e        | 1ste ronde: V van AUS Hogart: punten   |

### Gewichtheffen
| Olympiër      | Discipline | Resultaat | Prestatie                                                                               |
| ------------- | ---------- | --------- | --------------------------------------------------------------------------------------- |
| Richard Jones | +90kg (m)  | 17e       | drukken: 8ste met 125kg trekken: 7de met 122,5kg stoten: 8ste met 150kg totaal: 397,5kg |

### Hockey
| Olympiër | Discipline | Resultaat | Prestatie |
| --- | ---------- | --------- | --- |
| John Abrams Ivan Armstrong Phillip Bygrave Keith Cumberpatch Archie Currie David Goldsmith Noel Hobson Reginald Johansson Brian Johnston Murray Loudon Guy McGregor Bill Schaefer Bruce Turner John Tynan | mannen     | 6e        | groep C: 3de V van Duitsland: 4-5 V van Pakistan: 1-5 W van België: 3-0 groep 5-8ste: 2de W van Singapore: 13-0 V van Australië: 0-1 W van België: 3-2 |

| Groep C |               |             |             |             |             |            |            |            |        |
| #       | Land          | Wedstrijden | Wedstrijden | Wedstrijden | Wedstrijden | Doelpunten | Doelpunten | Doelpunten | Punten |
| #       | Land          | G           | W           | G           | V           | V          | T          | Saldo      | Punten |
| 1       | Pakistan      | 3           | 2           | 1           | 0           | 7          | 1          | +6         | 5      |
| 2       | Duitsland     | 3           | 1           | 2           | 0           | 5          | 4          | +1         | 4      |
| 3       | Nieuw-Zeeland | 3           | 1           | 0           | 2           | 8          | 10         | -2         | 2      |
| 4       | België        | 3           | 0           | 1           | 2           | 0          | 5          | -5         | 1      |

| Datum       | Ronde     | Plaats        | Land | Score         | Land |
| ----------- | --------- | ------------- | ---- | ------------- | ---- |
| Groepsfase  |           |               |      |               |      |
| 24 november | Melbourne | Pakistan      | 5-4  | Nieuw-Zeeland |      |
| 27 november | Melbourne | Duitsland     | 5-1  | Nieuw-Zeeland |      |
| 29 november | Melbourne | Nieuw-Zeeland | 3-0  | België        |      |

| 5-8ste plek |               |             |             |             |             |            |            |            |        |
| #           | Land          | Wedstrijden | Wedstrijden | Wedstrijden | Wedstrijden | Doelpunten | Doelpunten | Doelpunten | Punten |
| #           | Land          | G           | W           | G           | V           | V          | T          | Saldo      | Punten |
| 1           | Australië     | 3           | 2           | 1           | 0           | 8          | 2          | +6         | 5      |
| 2           | Nieuw-Zeeland | 3           | 2           | 0           | 1           | 16         | 3          | +13        | 4      |
| 3           | België        | 3           | 1           | 1           | 1           | 9          | 5          | -4         | 3      |
| 4           | Singapore     | 3           | 0           | 0           | 3           | 0          | 23         | -23        | 0      |

| Datum      | Ronde     | Plaats        | Land | Score         | Land |
| ---------- | --------- | ------------- | ---- | ------------- | ---- |
| Groepsfase |           |               |      |               |      |
| 3 december | Melbourne | Nieuw-Zeeland | 13-0 | Singapore     |      |
| 4 december | Melbourne | Australië     | 1-0  | Nieuw-Zeeland |      |
| 6 december | Melbourne | Nieuw-Zeeland | 3-2  | België        |      |

### Roeien
| Olympiër                                                          | Discipline      | Resultaat | Prestatie                                                                            |
| ----------------------------------------------------------------- | --------------- | --------- | ------------------------------------------------------------------------------------ |
| James Hill                                                        | skiff (m)       | 5e        | 1ste ronde: 3de in 7.30,1 herkansingen: 1ste in 8.29,9 halve finale 1: 3de in 9.12,5 |
| Reginald Douglas Bob Parker                                       | twee-zonder (m) | 5e        | 1ste ronde: 1ste in 7.32,6 halve finale 1: 3de in 8.44,7                             |
| Donald Gemmell Colin Johnstone Ray Laurent Peter Lucas Allan Tong | vier-met (m)    | 8e        | 1ste ronde: 3de in 7.12,6 herkansingen: 1ste in 7.16,6 halve finale 1: 4de in 8.30,7 |

### Wielersport
| Olympiër                                              | Discipline               | Resultaat | Prestatie |
| Baan                                                  | Baan                     | Baan      | Baan |
| ----------------------------------------------------- | ------------------------ | --------- | --- |
| Warwick Dalton                                        | tijdrit (m)              | 8e        | 1.12,6 |
| Warren Johnston                                       | sprint (m)               | 4e        | 1ste ronde: 2de herkansingen: 1ste in 12,4 herkansingen 2: W van BEL Godefroid: 12,0 kwartfinale: W van URS Romanov: 2-0 halve finale: V van FRA Rousseau: 0-2 bronzen finale: V van AUS Ploog: 0-2 |
| Richard Johnston Warren Johnston                      | tandem (m)               | 6e        | 1ste ronde: 1ste in 11,3 kwartfinale: V van TCH Fouček/Machek |
| Donald Eagle Leonard Kent Neil Ritchie Warwick Dalton | ploegenachtervolging (m) | 5e        | 1ste ronde: W van Uruguay: 4.55,6 kwartfinale: V van Frankrijk: 4.56,4 |

### Worstelen
| Olympiër    | Discipline  | Resultaat   | Prestatie                                                              |
| Vrije stijl | Vrije stijl | Vrije stijl | Vrije stijl                                                            |
| ----------- | ----------- | ----------- | ---------------------------------------------------------------------- |
| John Silva  | +87kg (m)   | 10e         | 1ste ronde: V van URS Vykhristyuk: 0-3 2de ronde: V van IRI Nouri: 0-3 |

### Zeilen
| Olympiër                                             | Discipline   | Resultaat | Prestatie                          |
| ---------------------------------------------------- | ------------ | --------- | ---------------------------------- |
| Jack Cropp Peter Mander                              | 12m² Sharpie | Goud      | 6086 punten: (2-1-5-4-1-1-2)       |
| Albert Cuthbertson Robert Stewart William Swinnerton | dragon       | 12e       | 2015 punten: (9-DSQ-15-3-10-DSQ-8) |

### Zwemmen
| Olympiër         | Discipline          | Resultaat | Prestatie                                                                   |
| ---------------- | ------------------- | --------- | --------------------------------------------------------------------------- |
| Lincoln Hurring  | 100m rugslag (m)    | 17e       | serie 2: 5de in 1.07,5                                                      |
|                  |                     |           |                                                                             |
| Winifred Griffin | 100m vrije slag (v) | 32e       | serie 1: 7de in 1.10,4                                                      |
| Marion Roe       | 100m vrije slag (v) | 7e        | serie 3: 1ste in 1.05,9 halve finale 2: 2de in 1.05,3 finale: 7de in 1.05,6 |
| Winifred Griffin | 400m vrije slag (v) | 18e       | serie 1: 5de in 5.31,0                                                      |
| Marion Roe       | 400m vrije slag (v) | 13e       | serie 4: 4de in 5.18,5                                                      |
| Philippa Gould   | 100m rugslag (v)    | 18e       | serie 3: 6de in 1.17,5                                                      |
| Jean Stewart     | 100m rugslag (v)    | 10e       | serie 2: 5de in 1.15,4                                                      |

Afghanistan · Argentinië · Australië · Bahama's · België · Bermuda · Birma · Brazilië · Brits-Guiana · Bulgarije · Cambodja* · Canada · Ceylon · Chili · Colombia · Cuba · Denemarken · Duits eenheidsteam · Egypte* · Ethiopië · Fiji · Filipijnen · Finland · Frankrijk · Griekenland · Groot-Brittannië · Hongarije · Hongkong · Ierland · IJsland · India · Indonesië · Iran · Israël · Italië · Jamaica · Japan · Joegoslavië · Kenia · Liberia · Luxemburg · Malakka · Mexico · Nederland* · Nieuw-Zeeland · Nigeria · Noord-Borneo · Noorwegen · Oeganda · Oostenrijk · Pakistan · Peru · Polen · Portugal · Puerto Rico · Roemenië · Singapore · Sovjet-Unie · Spanje* · Taiwan · Thailand · Trinidad en Tobago · Tsjecho-Slowakije · Turkije · Uruguay · Venezuela · Verenigde Staten · Vietnam · Zuid-Afrika · Zuid-Korea · Zweden · Zwitserland*

*alleen deelgenomen in Stockholm